# Kevin Conneff
Kevin Conneff, né le 8 janvier 1945 à Donore (comté de Meath, Irlande), est connu pour ses contributions vocale et rythmique au sein du groupe de musique irlandaise The Chieftains, grâce à sa maîtrise vocale et son talent de joueur de bodhrán.  Il se joint à ce groupe légendaire en 1976, remplaçant alors Peadar Mercier. Ce changement était inattendu. Il avait été contacté pour participer au 6e album du groupe, La retraite de Bonaparte, et il ne savait pas à ce moment-là que Peadar Mercier allait mettre fin à sa participation jusqu'à ce que Paddy Moloney lui propose de devenir membre permanent des Chieftains. Il fait depuis lors partie intégrante de la signature sonore du groupe.

## Biographie
Kevin Conneff est né à Donore, un village proche de Drogheda et élevé dans le quartier Liberties, au cœur de Dublin. La musique était un élément important de la vie familiale, mais comme il le déclara par la suite « I didn't hear traditional music from the womb » ('je n'ai pas découvert la musique traditionnelle (irlandaise) dans le ventre de ma mère'), comme c'est le cas des autres membres des Chieftains. De fait, ce n'est que lorsqu'il commence à travailler comme assistant photographe pour une société produisant des imprimantes, à l'âge de 18 ans, qu'il aborde réellement la musique traditionnelle irlandaise. En compagnie de collègues de travail, il assiste régulièrement à des Fleadh Cheoil (festivals de musique irlandaise) et il est subjugué par ce qu'il y découvre, des musiciens pauvrement vêtus, incroyablement doués, qui jouent de la musique pour le plaisir, une musique aux racines très profondes. 
Kevin Conneff commence alors à participer à des sessions tous les week-ends, apprenant les airs, et se joignant aux musiciens. Il reste fortement influencé par l'interprétation propre aux chanteurs de la région des comtés de Donegal et de Fermanagh, et plus particulièrement par le style de Paddy Tunney. C'est à cette époque qu'il achète son premier bodhrán pour trois livres à Newcastle West (comté de Limerick), instrument qu'il a découvert à la radio, dans des interprétations de Seán Ó Riada avec Ceoltóirí Chualann, impressionné qu'il est de la puissance de ce simple tambour irlandais en peau de chèvre.
Kevin Conneff maîtrise très vite la technique du bodhrán et commence à se produire dans toute l'Irlande, dans des sessions au cours desquelles il joue et chante, au sein de cercles musicaux traditionnels dublinois. Durant de nombreuses années, il participe à la gestion du Tradition Club, un havre pour les musiciens traditionnels, dont ses futurs collègues des Chieftains Paddy Moloney, Seán Keane et Michael Tubridy. Au début des années 1970, il se joint à Christy Moore pour ce qui allait devenir un enregistrement de référence, Prosperous. Il continue à cette époque de travailler pour la société de ses débuts, tout en s'occupant de sa mère. La décision de rejoindre le groupe The Chieftains comme musicien professionnel fut difficile à prendre, compte tenu de ces engagements, mais l'appel de la musique l'emporta finalement.

## Discographie
- Christy Moore : Prosperous, 1972/2008 ;
- James Galway : Annie's Song and Other Galway Favorites - 1978 ;
- James Galway : Greatest Hits 1988 ;
- The Week Before Easter - 1988 ;
- Marcus and P.J. Hernon : Beal á mHurlaigh - 1989 ;
- Ali Farka Toure : The River - 1990 ;
- Lament - 1992/1993 ;
- Paul McGrattan : The Frost is All Over - 1992 ;
- Port Na Coille - Clo Iar 1994 ;
- The Dubliners : 30 Years A-Graying - 1995 ;
- Barry Gleeson : Path Across the Ocean - 1996 ;
- The Long Journey Home - 1998 ;
- James Keane : With Friends Like These - 1998 ;
- Carlos Nunez : Os Amores Libres - 1999 ;
- James Keane : Live in Dublin, 1999 ;
- divers artistes : Pure Bodhran - The Definitive Collection (double album) - 2000 ;
- discographie de The Chieftains.